# Leoben
Leoben este un oraș din Austria.

## Poltică

### Primarul
Primarul orașului se cheamă Matthias Konrad care este membru din SPÖ.

### Consiliul Local
- SPÖ 20
- ÖVP 5
- KPÖ 3
- FPÖ 2
- Verzii 1